# Ingrid-Christensen-Küste
Koordinaten: 70° S, 77° O
Die Ingrid-Christensen-Küste (norwegisch Ingrid Christensen Kyst) ist ein Teil der antarktischen Küste, welche zwischen dem Jennings Promontory bei 72° 33' O und dem westlichen Ende des West-Schelfeises bei 81° 24' O liegt. Die Küste liegt im westlichen Teil des Princess-Elizabeth-Landes, östlich des Amery-Schelfeises. In diesem Abschnitt liegen auch die Stationen Davis, Zhongshan, Progress und Bharati. Im Osten schließt sich die Leopold-und-Astrid-Küste an.

## Geschichte
Entdeckt wurden sie am 20. Februar 1935 durch Kapitän Klarius Mikkelsen (1887–1941) mit dem norwegischen Walfänger Torshavn. Die Küste wurde nach  Ingrid Christensen benannt, die Frau des Walfangmagnaten Lars Christensen, des Eigners der Torshavn. Seit 1933 erhebt Australien Besitzansprüche auf die Küste als Teil seines – international nicht anerkannten – Antarktis-Territoriums. In der Vorkriegszeit war sie in Karten jedoch teilweise noch als norwegisch gekennzeichnet. Der südwestliche Teil der Küste wurde entdeckt und aus der Luft fotografiert während der Operation Highjump der United States Navy im März 1947.

## Fauna
Mit der Albino Rookery befindet sich dort eine Brutkolonie der Adeliepinguine.